# Cluster (astronomie)

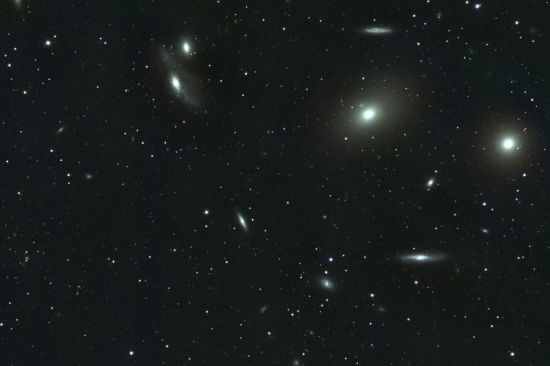
een deel van de Virgocluster

Een cluster is een groep van sterrenstelsels die door de onderlinge zwaartekracht bij elkaar wordt gehouden. Een cluster kan enkele tientallen tot wel 1000 sterrenstelsels bevatten. In de Abell-catalogus werden 4073 clusters opgenomen.
De voorgangers van clusters worden protoclusters genoemd, die gevonden worden op roodverschuivingen z tussen 2 en 7.
Clusters van sterrenstelsels mogen niet verward worden met sterrenhopen. Open sterrenhopen zijn groepen sterren binnen sterrenstelsels en bolvormige sterrenhopen zijn bolvormige groepen sterren in de halo van sterrenstelsels.

## Groepen van sterrenstelsels
Clusters met minder dan ca. 50 sterrenstelsels worden meestal geen clusters maar groepen genoemd. Het Melkwegstelsel maakt deel uit van een dergelijke groep, de Lokale Groep. Deze bevat naast de Melkweg de Andromedanevel en een veertigtal kleinere sterrenstelsels.

## Clusters van sterrenstelsels

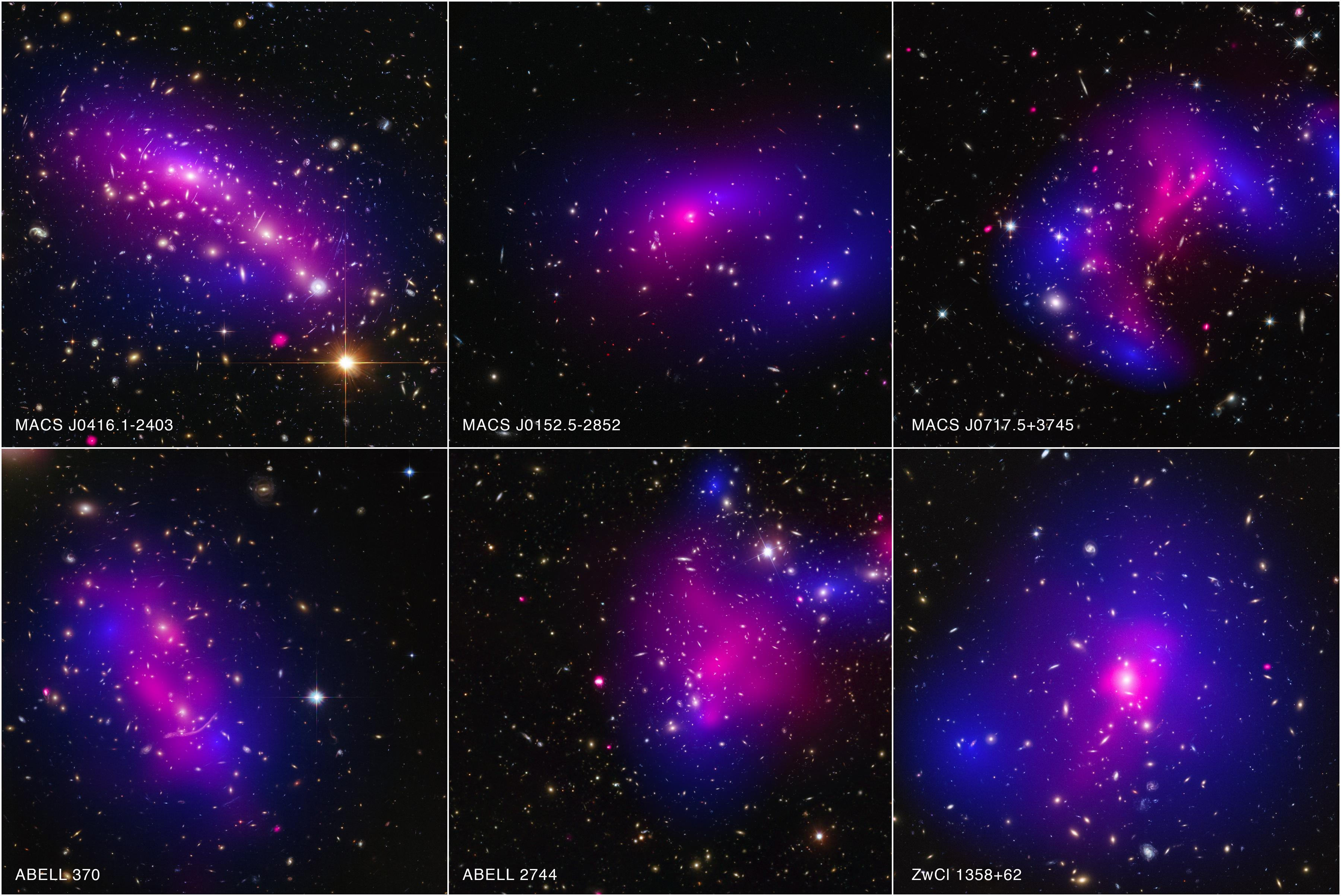
Röntgenstraling (roze) van zes clusters, gemeten door het Chandra X-ray Observatory

Een cluster is een verzameling van 50 tot 1000 stelsels die elkaar gravitationeel beïnvloeden. Echter volgens het viriaaltheorema is de spreiding van de onderlinge snelheden te groot om ze gravitationeel aan elkaar te binden. Dit werd ontdekt in 1933 voor de Comacluster door Fritz Zwicky. Het impliceert dat er ofwel nog een onzichtbare massa aanwezig moet zijn, ofwel dat er een andere aantrekkende kracht is naast de gravitatie. Uit onderzoek aan X-straling blijkt dat er een grote hoeveelheid zeer heet (tussen 107 en 108 K) gas aanwezig is in het intraclustermedium. Het straalt dus röntgenstralen uit (de zogenaamde remstraling). De massa van dit gas overtreft die van de stelsels met een factor twee.
Maar zelfs deze massa is niet voldoende om de stelsels in de cluster te binden. Aannemende dat het gas in hydrostatisch evenwicht met het totale zwaartekrachtsveld kan de massadistributie berekend worden. De ontbrekende massa wordt donkere materie genoemd, en omdat deze materie niet rechtstreeks waarneembaar is weet men nog niet precies waar zij uit bestaat. Een typische cluster bevat slechts 5% zichtbare materie, 10% gas (dat röntgenstralen uitzendt) en de rest is donkere materie.
Een gemiddelde cluster heeft de volgende eigenschappen:
- hij bevat 50 tot 1000 stelsels, gas dat röntgenstralen uitzendt en grote hoeveelheden donkere materie
- deze drie componenten zijn gelijk verdeeld over de hele cluster
- hij bevat een totale massa tussen 1014 en 1015 zonnemassa's
- de diameter ligt tussen de 2 en de 10 Mpc
- de relatieve snelheden van de stelsels zijn typisch 800 à 1000 km/s

Bekende clusters zijn de Virgocluster, de Herculescluster en de Comacluster. Er is een zeer grote cluster rond de Normacluster. Zijn invloed is zo groot dat de lokale expansie van de ruimte (hubbleconstante) er door beïnvloed wordt. Hij wordt ook wel de Grote Aantrekker genoemd.

## Superclusters
Clusters komen op hun beurt ook vaak in groepen voor. Deze groepen worden superclusters genoemd. De Lokale Groep, de Virgocluster en diverse andere clusters vormen samen de Virgosupercluster.
Op nog grotere schaal spreekt men van muren en superholtes.

## Galerij
|  |  |